# Rita Dams
Rita Dams is een Nederlands mezzosopraan en alt, in 2023 nog actief als zanglerares.
Ze werd opgeleid aan het Haags Conservatorium, alwaar ze cum laude afstudeerde in solozang en opera. Ze studeerde verder bij Jard van Nes, Anthony Rolfe Johnson, Nicole Fallien en Diane Forlano. Aan het conservatorium had ze ook vioolles.
Haar naam als zangeres wordt voor het eerste genoemd eind jaren zeventig. Ze is dan betrokken bij de oprichting van het ensemble Syntagma Musicum van Kees Otten, waar zij een van de zangstemmen vertegenwoordigde. Ze trok met dat ensemble de hele wereld over. Daarnaast zong ze in 1977 in het Concertgebouw mee in Admeto van Georg Friedrich Händel, begeleid door het orkest "Il Complesso Barocoo" van Alan Curtis  In die jaren zong ze ook op het Holland Festival, het Festival Oude Muziek Utrecht en de VARA-Matinee.In 1988 stond ze op de podia bij Het Gelders Orkest en het Nederlands Studenten Orkest onder leiding van Daan Admiraal. Haar actieve loopbaan eindigde in 2002.
Al vanaf het einde van haar eigen opleiding is ze bezig met lesgeven. Al in 1984 begon ze zangles aan het Arnhems Conservatorium, hetgeen doorliep tot 1988. Vanaf 1987 is ze namelijk werkzaam aan het Haags Conservatorium.
Elke Tanya van Raay, Rita Gasala, Noëlle Drost en Orlanda Velez Isidro zijn of waren leerlingen van haar.
- Bibsys: 24537
- Gemeinsame Normdatei: 13435429X
- International Standard Name Identifier: 0000 0000 5546 8699
- Library of Congress Control Number: n79107046
- Nationale Bibliotheek van Israël: 987007461895005171
- Nederlandse Thesaurus van Auteursnamen: 109311477
- Système universitaire de documentation: 190206462
- Virtual International Authority File: 28355663